# Focosaure
El focosaure (Phocosaurus megischion) és una espècie extinta de sinàpsid de la família dels tapinocefàlids. Es tracta de l'únic representant conegut del gènere Phocosaurus i visqué durant el Permià mitjà en allò que avui en dia és el sud d'Àfrica. Se n'han trobat restes fòssils a la província sud-africana del Cap Occidental. Fou descrit principalment a partir de material postcranial, tot i que des d'aleshores també se n'han trobat restes cranials. Alguns científics l'han sinonimitzat amb Tapinocephalus, però al segle xxi se'l considera una espècie vàlida.